# Бра (свещник)
Вижте пояснителната страница за други значения на Бра.
Бра (от френски: Bras – „ръка“) e вид стенен свещник, по-късно светилник за няколко свещи. Свещникът бра е създаден през 17 век. Прикрепва се към стена и може да бъде свалян за подмяна на свещите. Зад него е поставяно огледало за отражателен ефект. През периода 17 – 19 век е изработван от мед, бронз, венецианско стъкло и дърво като се е ползвал само за поставяне на свещи като източник за получаване на светлина. Свещникът бра има художествена стойност. За украсяването му са ползвани благородни метали като злато и сребро, а също и никел. Използван е за оформлението на дворцови интериори в стиловете барок и рококо. От началото на 20 век захранването му се осъществява с електричество.